# K fam
K fam（ケイファム）は、京都を拠点に活動中のダンスチームである。

## 概要
KAORIaliveがプロデューサー・振付師を務める。2022年5月18日に幕張メッセから生放送の日本テレビ『THE DANCE DAY』決勝大会に出場し、1st ROUNDでは『人類の叫び』を披露し大会最高得点を記録する。Final ROUNDでは『コロナ収束への祈り』を披露し第2位を獲得する。

## 経歴
- 2019年7月　『WORLD OF DANCE』世界大会　日本代表として出場
- 2021年
  - 6月　ダンス映像コンテスト『Legend CHRONICLE』アート賞授賞
  - 9月　『Legend Tokyo X』ゲスト出演
  - 10月　『CHIMERA A-SIDE DANCE SUPER LEAGUE』関西予選 オープン部門優勝
  - 11月　『CHIMERA A-SIDE DANCE SUPER LEAGUE』ファイナルオープン部門優勝
- 2022年5月　日本テレビ『THE DANCE DAY』第2位
- 2023年5月　日本テレビ『THE DANCE DAY』決勝大会進出
- 2024年5月　日本テレビ『THE DANCE DAY』決勝大会進出